# Bundesstraße 323
Pour les articles homonymes, voir Route 323.
La Bundesstraße 323 est une Bundesstraße du Land de Hesse.

## Géographie
La Bundesstraße 323 bifurque au sud-ouest de Homberg (Efze), chef-lieu de l'arrondissement de Schwalm-Eder, dans sa zone industrielle, à partir de la B 254 et mène sur une distance d'environ 7 kilomètres, le long de l'Efze, à la jonction d'autoroute de Homberg (Efze) sur l'A 7, au sud-est de Homberg dans la commune de Knüllwald. Elle joue ainsi un rôle de contournement.

## Histoire
Le B 323 vient de la Reichsstraße 323 établie peu avant la Seconde Guerre mondiale.

## Source
- (de) Cet article est partiellement ou en totalité issu de l’article de Wikipédia en allemand intitulé « Bundesstraße 323 » (voir la liste des auteurs).